# منجيل
منجيل (بالفارسية: منجیل) هي مدينة تقع في إيران في البلدة المركزية. يقدر عدد سكانها بـ 16,028 نسمة .